# متحف روي روجرز ديل إيفانز
متحف روي روجرز ديل إيفانز كانَ متحفًا يقعُ في برانسون بولاية ميسوري، وركَّز على حياة روي روجرز وديل إيفانز، ونجوم الإذاعة والسينما والتلفزيون. افتُتحَ المتحف من عام 1967 حتى عام 2009، في ثلاثة مواقع في كاليفورنيا وميسوري.

## التاريخ
أخذ روجرز فكرة بناء متحف بعد زيارة متحف ويل روجرز في عام 1938 ووجده مع القليل من الموروثات. قرَّر روجرز بدء مجموعة من المواد الخاصة به وعند تقاعده في الستينيات من القرن الماضي قام بعرضها. اثنان من مقتنيات المتحف الفريدة والفريدة من نوعها هما حصان روجرز، وكلب روجرز المحنّطان.

## الترحيلات
بُني متحف روي روجرز ديل إيفانز في موقعه الأول في أبيل فالي، كاليفورنيا. في عام 1976، انتقلَ داخل كاليفورنيا إلى فيكتورفيل، حيث مكثت لمدة 27 عامًا. بعد وفاة روجرز في عام 1998، وإيفانز في عام 2001، انتقلَ المتحف في عام 2003 إلى برانسون بولاية ميسوري، حيثُ بقي هناك 6 سنوات حتى إغلاقه.

## المزاد العلني
واجهَ المتحف صعوبات مالية خلال فترة الانكماش الاقتصادي، وقررت العائلة المتبقية إغلاق أبوابه في 12 كانون الأول/ديسمبر 2009. بيعت غالبية المجموعة في تموز/يوليو 2010 مقابل 2.9 مليون دولار ، معَ مقتنيات المتحف بما في ذلك تلكَ الفريدة والتي التي اشترتها شبكة تلفزيونية مقرها نبراسكا تسمى آر إف دي (بالإنجليزية: RFD)‏. حصل مركز أوتري الوطني على القطع الأثرية الرئيسية بما في ذلك قصاصات الصحف وبرامج روز باريد وتذكارات روي روجرز شو والموسيقى الورقية والسرج البلاستيكي النادر الذي كانَ يملكه. قطعة مهمة أخرى تم بيعها في المزاد كانت بونتياك بونفيل التي تعودُ عام 1964 بسعر 254500 دولار. قامت الفنانة نودي كوهن، خيّاطة روجرز، بتجهيز السيارة بالدولار الفضي، ومسدسات مطلية بالكروم، وحدوات حصان، وخيول وبنادق مصغرة، وكثير منها عبارة عن أجزاء وظيفية من السيارة مثل مقابض الأبواب والمفاتيح وأجهزة التحكم.